# Пинега (нижний приток Паши)
Пинега — река в России, протекает по Тихвинскому району Ленинградской области, правый приток Паши. В 20 км выше устья Пинеги в Пашу с левого берега впадает одноимённая река.
Исток — западнее Ладвушей. Течёт на юго-запад, впадает в Пашу в 110 км от её устья, перед устьем протекает через деревню Пинега. Длина реки составляет 15 км, площадь водосборного бассейна 93,2 км².

## Этимология
Название означает — река укорачивающая путь. Возводится к прибалтийско-финскому прилагательному pieni «маленький, короткий», оформленному речным суффиксом -га, рудиментом прибалтийско-финского детерминанта -jogi «река».

## Данные водного реестра
По данным государственного водного реестра России относится к Балтийскому бассейновому округу, водохозяйственный участок реки — Свирь, речной подбассейн реки — Свирь (включая реки бассейна Онежского озера). Относится к речному бассейну реки Нева (включая бассейны рек Онежского и Ладожского озера).
Код объекта в государственном водном реестре — 01040100812102000013659.